# Jul (album av Loa Falkman)
Jul är ett julalbum från 2013 av Loa Falkman.

## Låtlista
1. Dagen är kommen (Adeste Fideles) (John Francis Wade, Eva Norberg)
2. Jul, jul, strålande jul (Gustaf Nordqvist, Edvard Evers)
3. Bereden väg för Herran (Frans Michael Franzén, trad.)
4. Bella Notte (Sonny Burke, Peggy Lee, Gardar Sahlberg, Lennart Reuterskiöld)
5. Gläns över sjö och strand (Betlehems stjärna) (Alice Tegnér, Viktor Rydberg)
6. Giv mig ej glans, ej guld, ej prakt (Jean Sibelius, Zacharias Topelius)
7. O helga natt (Cantique de Noël) (Adolphe Adam, Augustin Kock)
8. Jag finns hos dig (Abide Withe Me) (William Henry Monk, Ulf Schagerström)
9. Panis angelicus (César Franck, Liturgisk text)
10. The Christmas Song (Mel Tormé, Bob Wells)
11. Stilla natt (Stille Nacht, heilige Nacht) (Franz Gruber, Torsten Fogelqvist, Oscar Mannström)
12. De bästa åren kvar (Auld Lang Syne) (Ulf Schagerström, trad.)

## Medverkande
- Loa Falkman - sångare
- Lars Halapi -  gitarr, mandolin, cittra, slagverk, producent
- Peter Korhonen -  trummor
- Rickard Nilsson - piano, orgel, celeste
- Thomas Axelsson - bas

## Listplaceringar
| Lista (2013) | Topplacering |
| ------------ | ------------ |
| Sverige      | 6            |

### Fotnoter
1. ↑  Listplacering, läst 1 januari 2014